# Храм Троицы Живоначальной (Пятино)
Храм Троицы Живоначальной — православный храм Барышской епархии в селе Пятино Инзенского района Ульяновской области, построенный полностью в 1832 году.

## История

### Дореволюционное время

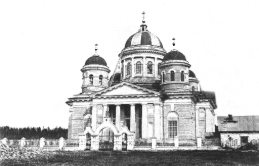
Храм Троицы Живоначальной после строительства

Церковь была заложена Анной Ивановой Анненковой (урождённая Якоби) в 1823 году в память о покойном муже Александре Никаноровиче и во искупление «грехов» сына декабриста Ивана Александровича Анненкова. Закончили строительство через 9 лет, в 1832 году, тогда же его и освятили.

### Советское время
В 1918 году красноармейцы расстреляли священника храма Иоанна Ягодзинского за то, что тот якобы спрятал все иконы в золотых и серебряных окладах.

### Современное время
В 1990 году церковь признали объектом культурного наследия регионального значения и была вписана в государственные списки недвижимых памятников истории и культуры.
В 2015 году было принято решение начать реставрацию храма Троицы Живоначальной. В 2016 году по благословению епископа Барышского и Инзенского Филарета (Конькова), рядом с церковью построен небольшой временный храм в честь Серафима Саровского, размещённый прямо на могиле старца Максима. 20 июня 2016 года состоялась первая литургия.

## Духовенство
- Настоятель иерей Иоанн Ягодзинский (до 1918);
- Настоятелем храма назначен архимандрит Адриан (Шитов) (с 2016)[7][8];
- Настоятель иерей Александр Геннадьевич Кечин, староста прихода Вяльмисов Вадим Владимирович (на 2023)[9]

## Престольные праздники
Престольный праздник: День Святой Троицы — 19 июня.